# Огайо
Ога́йо (англ. Ohio МФА: [oʊ̯ˈɦaɪ̯oʊ̯] Овга́йов) — штат на півночі центральної частини США, над озером Ері. Офіційне прізвисько - "Штат кінського каштану". Площа 116 096 км²; населення 11,544,951 (2011) мешканців. Столиця Колумбус, головні міста: Клівленд, Цинциннаті, Дайтон, Акрон, Толідо, Янгстаун, Кантон.
Рельєф височинно-низовинний (Центральна низовина).

## Особливості
Річка Огайо, озеро Ері, Зміїний пагорб, довжиною 405 м і 5 м в поперек, побудований індіанцями Гоупвелл близько II—I століття до н. е.

## Економіка
Видобуток кам'яного вугілля, чорна металургія, машинобудування, виробництво літаків та автомобілів, хімікати, гума, офісне устаткування, переробка нафти.
У сільському господарстві — інтенсивне вирощування кукурудзи, сої (регіон Корн-Сой-Белт, кукурудзяно-соєва смуга), кормових трав; розведення великої рогатої худоби і свиней; водний транспорт (Водний шлях св. Лаврентія).

## Мовний склад населення (2010)
| Мови          | Частка людей старше 5 років, % |
| ------------- | ------------------------------ |
| Англійська    | 93,69                          |
| Іспанська     | 2,17                           |
| Німецька      | 0,53                           |
| Китайська     | 0,26                           |
| Арабська      | 0,26                           |
| Французька    | 0,25                           |
| Нідерландська | 0,21                           |
| Італійська    | 0,18                           |
| Російська     | 0,15                           |
| Хінді         | 0,13                           |
| інші          | 2,17                           |

## Відомі люди
Томас Едісон, Джон Гленн, Пол Ньюмен, генерал Шерман, Орвіл Райт; шість президентів (Гарфілд, Грант, Хардінг, Гаррісон, Хейес і Маккінлі), Джош Дан, Тайлер Джозеф.

## Історія
Був досліджений для Франції Робертом Ла Салл у 1669 році; переданий Францією Англії в 1763; перше поселення європейців у Марієтте (столиці Північно-західної території) засноване в 1788; був прийнятий до складу США 17-м за рахунком, 1 березня 1803 року.

## Судова структура
1. Суди мерів (Mayor's Courts)[1]: Це не суди рекорду і вони не мають юрисдикції над серйозними кримінальними або цивільними справами. Замість цього вони розглядають незначні правопорушення, особливо ті, що пов'язані з порушеннями правил дорожнього руху, в межах своєї муніципалітету.
2. Муніципальні та окружні суди (Municipal and County Courts): Ці суди розглядають справи, що стосуються цивільних питань до певної грошової суми, кримінальні правопорушення, справи про порушення правил дорожнього руху, а також проводять попередні слухання у кримінальних справах про злочини. Вони також можуть розглядати справи малого господарства.
3. Суд претензій (Court of Claims)[2]: Цей спеціальний суд розглядає претензії до держави, включаючи особисті травми, шкоду власності, неправильну смерть та порушення контракту. Він також розглядає апеляції від рішень, прийнятих державними органами.
4. Суди загальної юрисдикції (Common Pleas Courts): Це суди першої інстанції загальної юрисдикції. Вони поділені на чотири дивізіони: загальний, сімейний, про спадщину, та ювенальний. Загальний дивізіон розглядає цивільні та кримінальні справи, сімейний - розлучення та справи про опіку над дітьми, про спадщину - спадкові справи та опіку, а ювенальний - справи, що стосуються неповнолітніх.
5. Окружні апеляційні суди (District Courts of Appeals)[3]: У Огайо є дванадцять окружних апеляційних судів, які переглядають справи з судів першої інстанції, муніципальних та окружних судів. Вони також розглядають апеляції від рішень Податкової ради.
6. Верховний суд Огайо (Ohio Supreme Court)[4]: Це найвищий суд у Огайо. Він має право слухати апеляції від окружних апеляційних судів, прямі апеляції у справах, що стосуються смертної кари, конституційних питань, та випадків, коли є розбіжності в думках різних окружних апеляційних судів. Він також може переглядати справи з Суду претензій, і він контролює практику права в Огайо.

## Українці в Огайо
Головні міста поселень українців — Клівленд, Янгстаун, Акрон.
«Українське село» у передмісті Клівленду — м. Парма, Огайо.
За переписом населення США 2000 року в Огайо мешкало 47,228 осіб українського етнічного походження.
Згідно з 3-річною оцінкою в Оглядах американської громади на сайті Бюро перепису населення США, в Огайо мешкало:
- в 2005—2007 роках — 45, 311 осіб українського етнічного походження,
- у 2006—2008 роках — 47,178 осіб,
- у 2007—2009 роках — 47,889 осіб,
- у 2008—2010 роках — 47,256 осіб,
- у 2009—2011 роках — 45,235 осіб.